# Jaime Martínez Veloz
Jaime Cleofas Martínez Veloz (Torreón, Coahuila, 9 de abril de 1954) es un político, activista y arquitecto mexicano por la Universidad Autónoma de Coahuila, escritor y articulista del periódico La Jornada. Fue diputado federal de las LVI y LVIII Legislatura del Congreso de la Unión; diputado local en la XVI Legislatura del Congreso de Baja California, por el Partido Revolucionario Institucional. Candidato a presidente municipal de Tijuana en el año 2001, por el Partido Revolucionario Institucional. Actualmente es candidato a Diputado Federal por la vía plurinominal.
Fue candidato a Senador por Baja California por la Coalición Por el Bien de Todos en 2006. Candidato a presidente municipal de Tijuana por el Partido de la Revolución Democrática en 2007.  
En el aspecto académico, Martínez Veloz se ha desempeñado como profesor universitario, llegando a ser director de la Facultad de Arquitectura de la Universidad Autónoma de Coahuila en 1981, Candidato a Rector de esta universidad en 1984 y Secretario General de la misma. Durante su periodo académico en la UAC, fue uno de los principales dirigente del movimiento pro dignificación de dicha universidad.
Se ha desempeñado como Coordinador de diferentes programas sociales en Coahuila, Baja California y Chiapas. Fungió como subdelegado de la SEDESOL en Baja California cuando Luis Donaldo Colosio era secretario de Desarrollo Social. Tras la designación de Colosio como candidato a la presidencia de la república, Jaime Martínez Veloz le acompañó de asesor.
Jaime Martínez Veloz, en su desempeño como diputado federal del Partido de la Revolución Democrática,  fue uno de los cuatro diputados que rechazó y devolvió el Bono de Marcha que se entrega a los diputados, por un valor de casi 300 mil pesos que se otorgaron los legisladores de la LVIII Legislatura, al considerar que ese bono tiene su origen "en el procedimiento cupular y discrecional" del manejo del dinero en la Cámara de Diputados.
El 14 de enero de 2013 fue designado, ya como independiente, sin filiación partidista, como el Titular de la Comisión para el Diálogo con los Pueblos Indígenas de México, en el inicio de la administración del Presidente Enrique Peña Nieto, cargo que permitió ser ponente en sede de la ONU, en el Foro Permanente para las Cuestiones Indígenas de esta institución, el 11 de mayo de 2014, con el encargo de coordinar la comunicación entre los pueblos indígenas y las instituciones del estado, canalizando y atendiendo sus demandas mediante el diálogo y la conciliación.
En 2014, como tarea de la Comisión, publicó un informe en el que se denuncia la extensión de decenas de miles de concesiones mineras en los últimos 20 años, lo que amenaza a muchas comunidades rurales e indígenas que viven cerca de las explotaciones, sosteniendo que la minería, tanto canadiense como estadounidense en México ha fortalecido al crimen organizado y ha provocado el deterioro del medio ambiente, de las comunidades y del tejido social.
En enero de 2018 renuncia a la Comisión tras las diferencias con la administración del Gobierno de República y los recortes presupuestarios a los pueblos indígenas. En mayo de 2018 anuncia su apoyo, como en anteriores elecciones, al candidato presidencial Andrés Manuel López Obrador y se suma activamente a la campaña del partido MORENA en el estado de Baja California. Se perfilaba como posible candidato a la gubernatura por este partido, sin embargo MORENA seleccionó a Jaime Bonilla, mediante un proceso interno de fuertes desencuentros que desembocó en la postulación de Jaime Martínez Veloz como candidato a la Gobernatura del PRD en las elecciones llevadas a cabo el 2 de junio de 2019.

## La Cocopa y los Acuerdos de San Andrés
Martínez Veloz ha sido en cuatro ocasiones miembro de la Comisión de Concordia y Pacificación en Chiapas, dos como diputado Federal, LVI y LVIII Legislatura, y dos como representante del Gobierno de Chiapas ante esta comisión, en la LX y LXI Legislaturas, desde 2007 hasta 2012. Durante su etapa como presidente de la Cocopa se firmaron los Acuerdos de San Andrés Larráinzar, por cuyo cumplimiento ha pugnado desde entonces.

## Denuncia a Donald Trump por fraude fiscal
El 28 de octubre de 2016, Martínez Veloz denunció al candidato presidencial Donald Trump, ante el Ministerio Público por presunto fraude fiscal en su complejo Trump Ocean Resort Baja México, ubicado en las playas de Rosarito, un proyecto que a principios de 2009 había colapsado económicamente. Después, Trump afirmó que sólo había sido un portavoz de la empresa, y rechazó cualquier responsabilidad financiera por el desastre, dejando sin pagar, presuntamente, los impuestos de las operaciones mercantiles realizadas.

## Candidatura por la gubernatura de Baja California
Jaime Martínez contendió  como candidato a la gubernatura del Estado de Baja California por el Partido de la Revolución Democrática (PRD), durante el proceso electoral 2018-2019 organizado por el IEEBC.

## Publicaciones
- Martínez Veloz, Jaime (2011). Chiapas: La paz inconclusa. México DF: Gernika. p. 293. ISBN 970-637-016-1.
- Martínez Veloz, Jaime. Juventud, una invitación a la rebeldía. México DF: Gernika.
- Martínez Veloz, Jaime. Baja California: una trinchera de lucha. México DF: Gernika.
- Martínez Veloz, Jaime. UAC: crónica de una utopía. México DF: Gernika.LIBROS PUBLICADOS
- Martínez Veloz, Jaime (2015). «20 años después las causas del zapatismo siguen vigentes». El Cotidiano (México DF: Universidad Autónoma Metropolitana Unidad Azcapotzalco) (196). ISSN 0186-1840. Consultado el 5 de enero de 2017.